# Juan de Vega
Juan de Vega y Enríquez, né en 1507 et mort le 20 décembre 1558, 6e seigneur du Grajal, est un diplomate au service de Charles Quint. Il fut ambassadeur d'Espagne à Rome, où il fit connaissance avec Ignace de Loyola. Apprécié de l'empereur, Juan de Vega devint successivement vice-roi de Navarre (1542), vice-roi et capitaine général de Sicile (1547–1557), enfin président du Conseil de Castille. 
Tenant en haute estime l’œuvre apostolique d’Ignace de Loyola, il invite instamment les Jésuites à ouvrir un collège en Sicile, dès sa nomination comme Vice-roi. C’est ainsi que Messine vit l'ouverture du premier collège fondé par la Compagnie de Jésus. Le succès de cet établissement lui donna valeur de modèle, et d'autres villes d'Europe suivirent désormais. Vega pensionna l'astronome Francesco Maurolico, qui fut le précepteur de ses deux fils.
Juan de Vega mourut le 20 décembre 1558.  

## Source
- (en) Biographie sommaire sur le site new advent